# Fatehpur (distrikt)
Fatehpur (hindi: फ़तेहपुर ज़िला, urdu: فتح پور ضلع) er et distrikt i den indiske delstat Uttar Pradesh. Distriktets hovedstad er Fatehpur.

## Demografi
Ved folketællingen i 2011 var der 2,632,684 indbyggere i distriktet, mod 2,308,384 i 2001. Den urbane befolkningen udgør 12,25 % af befolkningen.
Børn i alderen 0 til 6 år udgjorde 14,32 % i 2011 mot 18,24 % i 2001. Antallet af piger i den alder per tusinde drenge er 927 i 2011.